# San Ignazio

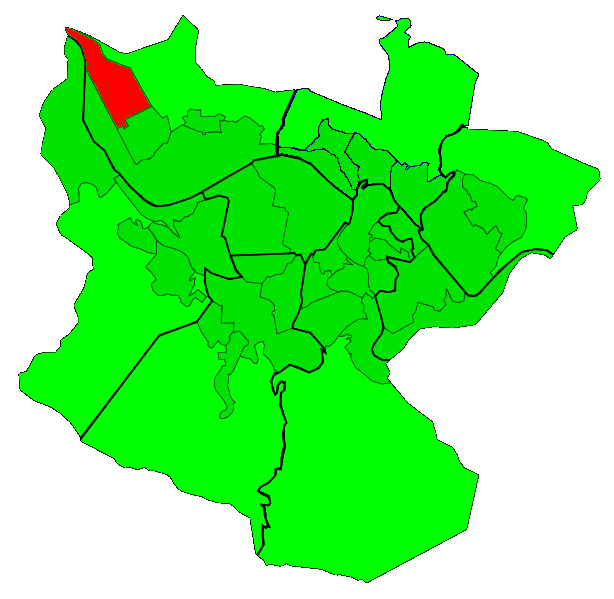
Ubicació de San Ignazio

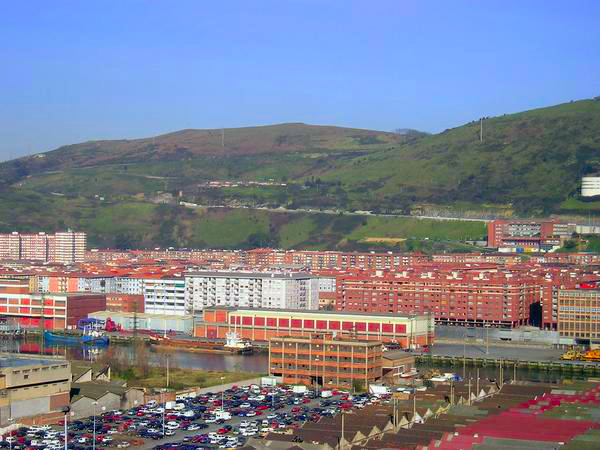
San Ignazio

San Ignazio és un barri del districte bilbaí de Deusto. Té una superfície de 65,23 hectàrees i una població de 13.675 habitants. Està assentat sobre l'eixample de Deusto, ple d'aiguamolls i caserius, va ser construït a partir de la guerra civil.

## Història
L'origen del barri modern es remunta a la dècada de 1950 i va ser construït pel Ministeri d'habitatge sota el nom de San Ignacio de Loyola com a «barri dormitori» a causa de la gran afluència d'immigració a causa de la fort re-industrialització de la conca del Nervión després de la Guerra Civil.

## Esports
El barri compta amb un equip de beisbol, el San Inazio Beisbol, en la Divisió d'Honor espanyola. L'equip juga de local en el camp del Poliesportiu de Rekaldeberri.

## Transports
Al barri hi ha una estació del Metro de Bilbao, l'estació de San Inazio.